# Polyceridae
Polyceridae é a única família da superfamília Polyceroidea.

## Gêneros e espécies
- Gênero Colga Bergh, 1880
  - Colga minichevi  Martynov and Baranets, 2002
  - Colga pacifica Bergh, 1894
  - Colga villosa Odhner, 1907
- Gênero Crimora  Alder and Hancock, 1855
  - Crimora coneja Er. Marcus, 1961 coelho doris
  - Crimora papillata Alder and Hancock, 1862
- Gênero Elfdaliana Martynov & Korshunova,2015
  - Elfdaliana profundimontana Martynov & Korshunova,2015[1]
- Gênero Greilada  
  - Greilada elegans
- Gênero Laila MacFarland, 1905
  - Laila cockerelli MacFarland, 1905
- Gênero Limacia
  - Limacia clavigera
- GêneroPalio Gray, 1857
  - Palio dubia M. Sars, 1829
  - Palio nothus Johnston, 1838
  - Palio pallida  Bergh, 1880
  - Palio zosterae O'Donoghue, 1924  Enguia da grama Polycera
- Gênero Polycera Cuvier, 1817
  - Polycera atra MacFarland, 1905 Prego-laranja Polycera
  - Polycera aurisula Er. Marcus, 1957
  - Polycera chilluna Er. Marcus, 1961  Arlequim
  - Polycera dubia M. Sars, 1829
  - Polycera faeroensis Lemche, 1929
  - Polycera hedgpethi Er. Marcus, 1964
  - Polycera hummi Abbott, 1952
  - Polycera odhneri Er. Marcus, 1955
  - Polycera quadrilineata  Muller, 1776
  - Polycera rycia Er. Marcus and Ev. Marcus, 1970
  - Polycera tricolor Robilliard, 1971 Polycera de três cores
  - Polycera zosterae O'Donoghue, 1924   Enguia da grama Polycera
- Gênero Polycerella A. E. Verrill, 1881
  - Polycerella conyna E. Marcus, 1957
  - Polycerella davenportii
  - Polycerella emertoni A. E. Verrill, 1881
  - Polycerella glandulosa Behrens and Gosliner, 1988
- Gênero Tambja Burn, 1962
  - Tambja gratiosa Bergh, 1890
  - Tambja ceutae Garcia-Gomez & Ortea, 1988
- Gênero Thecacera Fleming, 1828
  - Thecacera darwini  Pruvot-Fol, 1950
  - Thecacera pennigera Montagu, 1815
- Gênero Triopha Bergh, 1880
  - Triopha aurantica Cockerel, 1908
  - Triopha carpenteri Stearns, 1873
  - Triopha catalinae J. G. Cooper, 1863  Palhaço-do-mar Triopha
  - Triopha maculata MacFarland, 1905  Triopha Maculado
  - Triopha occidentalis Fewkes, 1889  Grande Triopha